# FC Ordabasy Shymkent
El FC Ordabasy (en kazajo: Ордабасы Футбол Клубы) es un club de fútbol de la ciudad de Shymkent, Kazajistán, que juega en la Liga Premier de Kazajistán, la liga de fútbol más importante del país.

## Historia

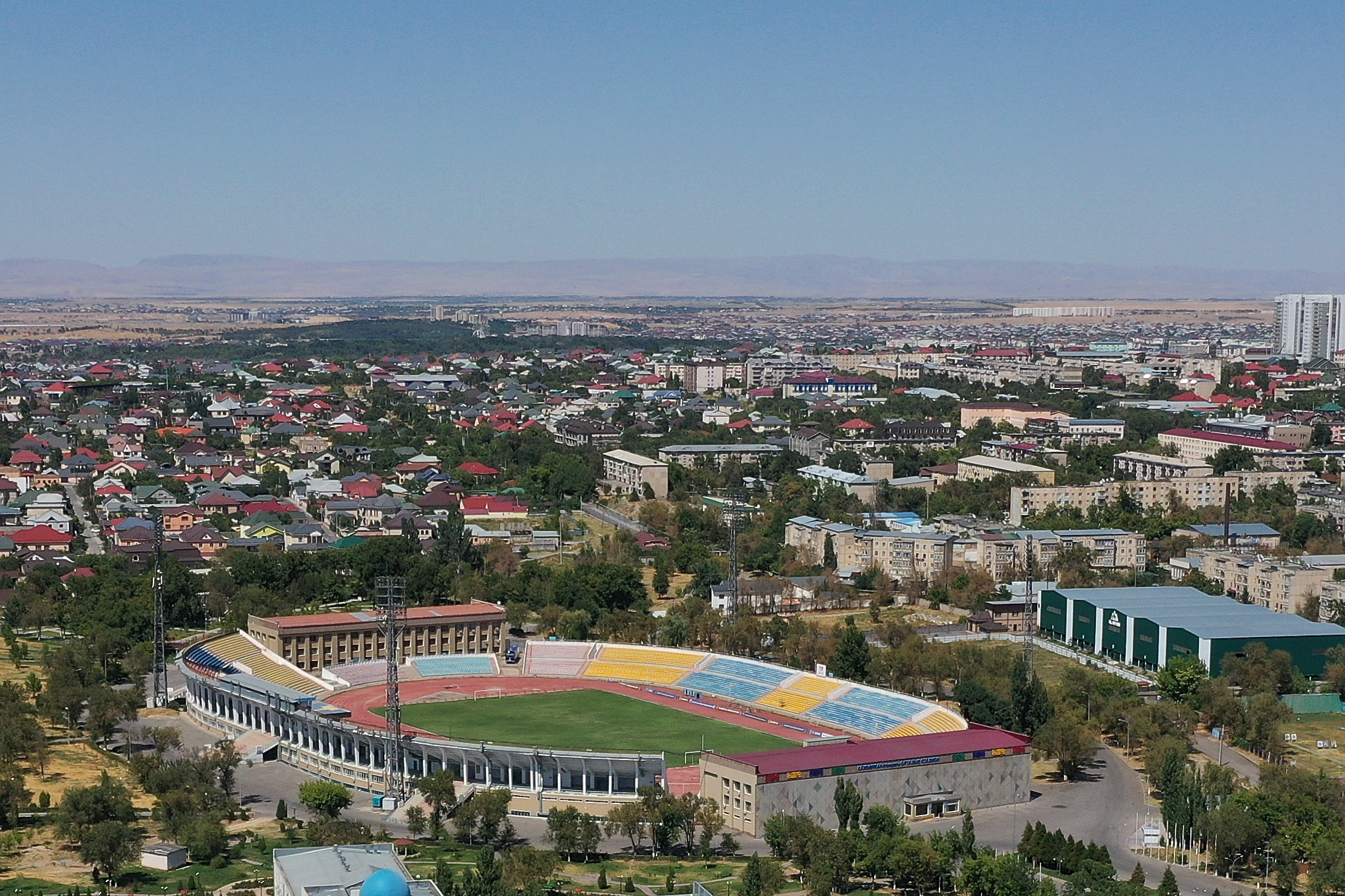
Estadio Kazhymukan Munaitpasov (Shymkent).

Fue fundado en 1949 con el nombre Dynamo Shymkent y desde ahí ha utilizado varios nombres en su historia, los cuales han sido:
- 1949-50: Fundado como Dinamo Shymkent
- 1950-51: Yenbek
- 1951-81: Metallurg
- 1981-92: Meliorator
- junio, 1992: Zhiger
- 1992-93: Refundado como Arsenal-SKIF
- 1993-98: SKIF-Ordabasy
- 1998-99: Tomiris
- 1999-2000: Sintez
- 2000: Tomiris
- 2000: Dostyk como resultado de la fusión de los equipos Zhiger y Tomiris a mitad de temporada
- 2003: Ordabasy

Ha sido campeón de liga en ocho ocasiones, todas durante la etapa de la Unión Soviética, ha ganado el torneo de copa en seis ocasiones, cinco durante la etapa Soviética y una supercopa.
A nivel internacional ha participado en 9 torneos continentales, donde su mejor participación ha sido en la Recopa de la AFC del año 1997, donde avanzó hasta los cuartos de final.

## Palmarés

### Era Soviética
- Liga Soviética de Kazajistán: 8
  - época soviética: 1951, 1952, 1953, 1975, 1980, 1985, 1986, 1987

- Copa Soviética de Kazajistán: 5

1949, 1955, 1984, 1985, 1987

### Era Independiente
- Primera División de Kazajistán: 2

1998, 2001
- Copa de Kazajistán: 2

2011, 2022
- Supercopa de Kazajistán: 1

2012

## Participación en competiciones de la AFC
| Temporada | Torneo                | Ronda            | Club               | Casa | Visita | Global |
| --------- | --------------------- | ---------------- | ------------------ | ---- | ------ | ------ |
| 1996–97   | Asian Cup Winners Cup | 1                | Turan Daşoguz      | 5–1  | 0–0    | 5–1    |
| 1996–97   | Asian Cup Winners Cup | 2                | Semetei Kyzyl-Kiya | 7–2  | 0–1    | 7–3    |
| 1996–97   | Asian Cup Winners Cup | Cuartos de final | Esteghlal          | 0–1  | 0–0    | 0–1    |

## Participación en competiciones de la UEFA
| Temporada | Torneo                 | Ronda            | Club                 | Casa       | Visita | Global      |
| --------- | ---------------------- | ---------------- | -------------------- | ---------- | ------ | ----------- |
| 2012–13   | Europa League          | Clasificatoria 1 | FK Jagodina          | 0–0        | 1–0    | 1–0         |
| 2012–13   | Europa League          | Clasificatoria 2 | Rosenborg            | 1-2        | 2-2    | 3-4         |
| 2015–16   | UEFA Europa League     | Clasificatoria 1 | Beitar Jerusalem     | 0–0        | 1–2    | 1–2         |
| 2017-18   | UEFA Europa League     | Clasificatoria 1 | NK Siroki Brijeg     | 0-2        | 0-0    | 0-2         |
| 2019-20   | UEFA Europa League     | Clasificatoria 1 | Torpedo Kutaisi      | 1–0        | 2–0    | 3–0         |
| 2019-20   | UEFA Europa League     | Clasificatoria 2 | Mladá Boleslav       | 2–3        | 1–1    | 3–4         |
| 2020-21   | UEFA Europa League     | Clasificatoria 1 | Botosani             | 1–2        | –      | 1–2         |
| 2023-24   | UEFA Conference League | Clasificatoria 2 | Legia Warsaw         | 2–2        | 2–3    | 4–5         |
| 2024-25   | UEFA Champions League  | Clasificatoria 1 | FC Petrocub Hîncești | 0-0        | 0-1    | 0-1         |
| 2024-25   | UEFA Conference League | Clasificatoria 2 | FC Differdange 03    | 4-3 (t.e.) | 0-1    | 4–4 (4-3 p) |
| 2024-25   | UEFA Conference League | Clasificatoria 3 | FC Pyunik            | 0-1        | 0-1    | 0-2         |
| 2025-26   | UEFA Conference League | Clasificatoria 1 | FC Torpedo Kutaisi   | 1-1        | 3-4    | 4–5         |

## Entrenadores
- Bauyrzhan Baimukhammedov (1982)
- Bauyrzhan Baimukhammedov (1986-1988)
- Bauyrzhan Baimukhammedov (1989-1991)
- Hafiz Shamil (1999)
- Vait Talgayev (1999)
- Hafiz Shamil (2000)
- Kenzhebaev Kamalovich (2000)
- Berdymukhamedov Isaevich (2001)
- Bauyrzhan Baimukhammedov (2001)
- Hafiz Shamil (2002)
- Serhiy Shevchenko (2003)
- Timur Khakimovich (2003)
- Bakhtiar Daniyarovich (2003–2004)
- Vladimir Linchevskiy (2004)
- Faizulla Urdabaev (2004)
- Bakhtiar Daniyarovich (2004)
- Andrei Vaganov (2005–2006)
- Kenzhebaev Kamalovich (2006)
- Ali Suyumagambetov (2006)
- Kenzhebaev Kamalovich (2006)
- Marco Bragonje (2007)
- Berdymukhamedov Isaevich (2008)
- Jovica Nikolić (2008)
- Vladimir Nikitenko (2009)
- Anatoliy Yurevich (2010–2011)
- Viktor Pasulko (2011–2012)
- Vakhid Masudov (2013)
- Viktor Pasulko (2013–2014)
- Kuanysh Karakulov (2014)
- Saulius Širmelis (2014-)